# أحياء دقيقة صيدلانية
علم الأحياء الدقيقة الصيدلانية أو الميكروبيولوجيا الدوائية (أو علم الأحياء المجهرية الدوائية) تعتبر جزءًا من علم الأحياء الدقيقة الصناعية، والتي تعتبر المسؤولة عن تأمين الأدوية التي لا تحتوي على مستوياتٍ ضارة من الأحياد الدقيقة مثل البكتيريا والخمائر والعفن.

## سلامة الأدوية
ينصب التركيز الرئيس للميكروبيولوجيا الدوائية على سلامة الأدوية. وتعتبر البكتيريا المسببة للأمراض والخمائر والعفن والسموم التي تنتجها الكائنات الدقيقة هي كل الملوثات المحتملة للأدوية، وذلك على الرغم من الإجراءات الصارمة وعمليات التنظيم المتبعة لضمان تقليل المخاطر إلى أقل حد ممكن.

## نشاط مضادات الميكروبات
تركز الميكروبيولوجيا الدوائية أيضًا بصورةٍ أساسية على تحديد كيفية تفاعل منتجٍ ما في حالات التلوث. فعلى سبيل المثال: افترض أن لديك زجاجة من دواء السعال. تخيل أنك قمت بفتح الغطاء، وقمت بصب جرعةٍ لنفسك ونسيت أن تقوم بغلق الغطاء. بعد ذلك، عدت لتناول الجرعة التالية واكتشفت أنك قد تركت الغطاء مفتوحًا لبضع ساعات. ماذا سيحدث إن كان هناك كائنٌ دقيق «قد وقع في الزجاجة» حينما كان الغطاء مفتوحًا؟ 
ستكون هناك اختبارات تُجْرَى في هذا الخصوص. سيتم «اختبار» المنتج باستخدام كميةٍ معروفة من بعض الكائنات الحية الدقيقة بعينها، مثل الإشريكية القولونية (E. coli) والمبيضة البيضاء (C. albicans)، مع مراقبة نشاط مضادات الميكروبات.

## الأساليب والمواصفات
يتم اختبار المنتجات الدوائية وفقًا لدستور الأدوية، والذي يوجد منه عددٌ قليلٌ من النسخ. على سبيل المثال: في أمريكا، يتم استخدام دستور الأدوية الأمريكي، وفي اليابان هناك دستور الأدوية الياباني، وفي المملكة المتحدة هناك دستور الأدوية البريطاني، وفي أوروبا هناك دستور الأدوية الأوروبي. ويحتوي هذا الدستور على طريقة الاختبار التي يجب اتباعها عند إجراء الاختبار، وذلك جنبًا إلى جنب مع المواصفات المحددة لكمية الكائنات الحية الدقيقة المسموح بها في كميةٍ معينة من المنتج.
ويتم تغيير المواصفات تبعًا لنوع المنتج والأسلوب الذي يتم إدخاله للجسم.

## وصلات خارجية
- Pharmaceutical Microbiology Company